# Xavier Barachet
Xavier Barachet, né le 19 novembre 1988 à Nice, est un joueur de handball international français.
Avec l'équipe de France, il est champion olympique 2012, triple champion du monde 2009,  2011 et 2015 et champion d'Europe 2010.

## Biographie

### Parcours en club
Après avoir débuté au Cavigal Nice Sports avec un certain William Accambray, il rejoint à près de 18 ans le centre de formation du Chambéry Savoie Handball en 2006. Sous le houlette de Philippe Gardent, il s'impose peu à peu dans l'équipe savoyarde sur son poste d'arrière droit.
En novembre 2009, il signe pour quatre ans au BM Ciudad Real à compter de la saison 2011-2012. Il est finalement prêté une saison supplémentaire au club qui l'a révélé, Chambéry, et ne rejoint donc le club espagnol qu'à l'été 2012. Entre-temps, il est élu à deux reprises meilleur arrière droit du Championnat de France, en 2011 et en 2012.

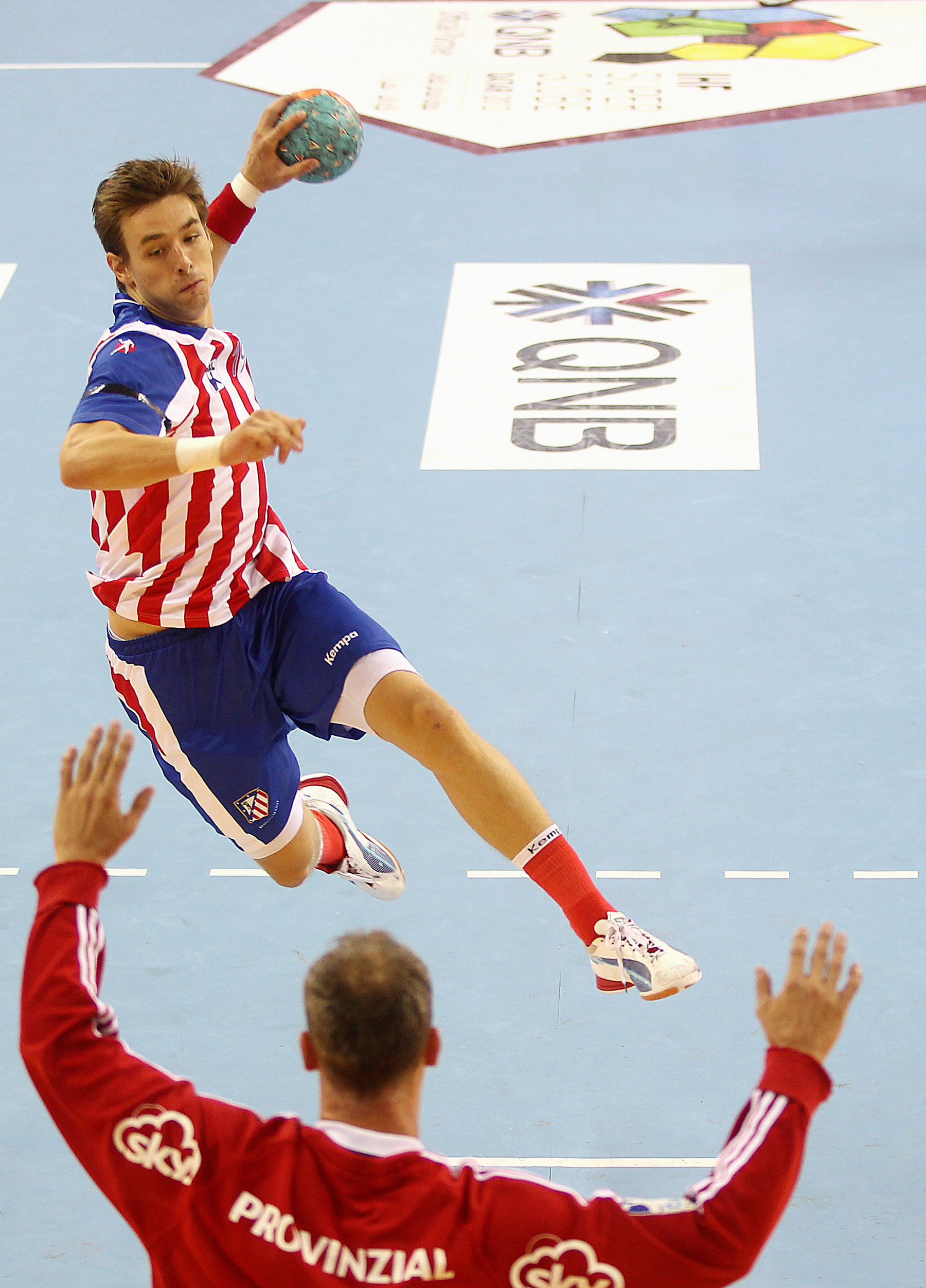
Xavier Barachet sous le maillot du BM Atlético de Madrid en 2012 face au THW Kiel de Thierry Omeyer.

Alors qu'il avait signé en 2009 parmi l'un des tout meilleurs clubs d'Europe, il rejoint finalement en 2012 un club en proie à de très importants problèmes financiers qui ont conduit le club à devenir BM Atlético de Madrid, perdant au passage des joueurs comme Luc Abalo, Didier Dinart, Alberto Entrerríos, Chema Rodríguez ou encore Arpad Šterbik. Si le projet sportif tient toujours la route — l'équipe remporte la Coupe du Roi et termine vice-champion — le bilan de Barachet est plus mitigé, son entraineur, Talant Dujshebaev, lui préférant le plus souvent Kiril Lazarov. Si un temps d'adaptation est toujours nécessaire, Barachet est surtout handicapé par une blessure à l'épaule gauche qu'il traîne depuis les JO de Londres et se fait finalement opérer fin mars 2013. Il ne rejouera finalement plus en Espagne, car début juillet, son club, le BM Atlético de Madrid, dépose le bilan. Barachet se retrouve alors sans contrat et libre de s'engager où il veut. 
Le 25 juillet 2013, il signe pour quatre ans avec le Paris Saint-Germain mais le joueur est prêté à Saint-Raphaël pour une année. Dans le Var, il se remet doucement de son opération et effectue son retour en championnat de France fin octobre.
À compter de 2014, il porte ainsi le maillot du Paris Saint-Germain et, après de nombreux accessits avec Chambéry, il remporte trois Championnats de France, une Coupe de France, une Coupe de la Ligue et trois Trophée des champions. Mais Barachet se blesse lors d'un entraînement le 11 mars 2016 : atteint d'une rupture du ligament croisé antérieur droit, il subit une intervention chirurgicale 11 jours plus tard. Sa saison se termine sur cette blessure.
Le 10 janvier 2017, en manque de temps de jeu au PSG, il officialise son retour au Saint-Raphaël Var Handball pour un contrat d'une durée de 2 ans. Lors de la phase de préparation, il se blesse à nouveau (luxation du poignet), ce qui l'empêche de jouer plusieurs mois. En août 2018, son contrat avec Saint-Raphaël est prolongé jusqu'en 2022. En janvier 2022, Barachet annonce mettre un terme à sa carrière à l'issue de son contrat.

### Parcours en équipe de France
Évoluant au poste d'arrière droit au club de Chambéry, le sélectionneur français Claude Onesta lui offre sa première sélection avec l'équipe de France le 10 janvier 2009 lors du tournoi de Paris-Bercy, tournoi préparatoire pour le championnat du monde disputé en Croatie. Il fait ses débuts face à l'Algérie. Claude Onesta le sélectionne dans le groupe qui se rend en Croatie. Cette sélection est surtout là pour que le joueur appréhende le très haut niveau international et faciliter son intégration au sein d'un groupe bien aguerri. Il présente également l'avantage d'évoluer sur un poste, arrière droit, où les candidats à pouvoir postuler en équipe de France ne sont pas nombreux, le poste étant occupé lors du championnat du monde par Jérôme Fernandez, qui, étant droitier, évolue normalement sur le poste d'arrière gauche. Pour les deux dernières rencontres du mondial, il retrouve les tribunes, Claude Onesta ayant fait appel à Joël Abati pour pallier la blessure de Didier Dinart.
Le titre européen 2010 lui laisse un goût amer : il ne dispute que deux rencontres pour un total de 1 minute 37.
Lors du Mondial 2011, il occupe le poste d'arrière droit avec Sébastien Bosquet avec une bien plus grande maturité. Ses bons débuts, trois buts et cinq passes face à la Tunisie et la blessure de Sébastien Bosquet lors du deuxième match contre le Bahreïn, accentuent son importance au sein des Bleus. Toutefois, lors de la dernière rencontre du premier tour, face aux Espagnols, il se blesse en fin de rencontre en marchant sur le pied d'un adversaire ce qui lui occasionne une entorse de la cheville. Il fait son retour dans la compétition lors du dernier match du tour principal face à l'Islande, rencontre où il marque six buts et délivre deux passes. Lors de la demi-finale disputée face à la Suède, qui évolue à domicile, il inscrit deux buts (sur 3 tirs) et réalise deux passes décisives. La France remporte le match sur le score de 29 à 26 et se qualifie pour sa quatrième finale consécutive dans une compétition majeure après les trois titres olympiques, mondiaux et européens. Lors de cette finale, disputée face au Danemark, il inscrit trois buts. La France remporte la rencontre 37 à 35 après une prolongation et ainsi son quatrième titre en l'espace de trois ans, le troisième pour Barachet.
En 2012, après un championnat d'Europe terminé à la 11e place, alors que de nombreux journalistes annoncent cet échec comme le signe précurseur du déclin de l'équipe de France, celle-ci s'impose aux Jeux olympiques 2012 de Londres, conservant son titre acquis 4 ans plus tôt. À 23 ans, Barachet a donc déjà un titre dans chacune des 3 compétitions majeures.

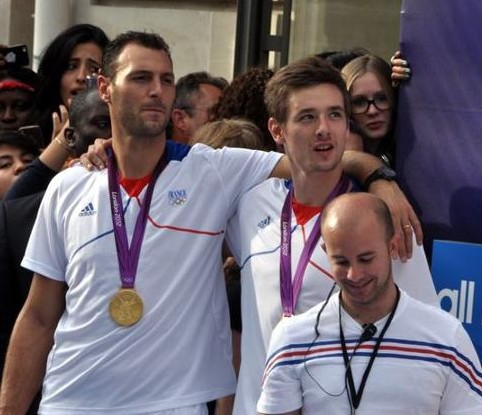
Xavier Barachet (à droite) avec Jérôme Fernandez au défilé des médaillés français des JO 2012.

Quant au Mondial 2013, Barachet, qui traîne une blessure à l'épaule depuis plusieurs mois, ne peut pas donner le meilleur de lui-même et la France termine à la 6e place.
S'il a repris la compétition avec son club de Saint-Raphaël fin octobre 2013, il ne retrouve pas immédiatement la plénitude de ses moyens.
En novembre 2013, il se fracture le scaphoïde (lors du match Nantes-St Raphaël) et ne participe donc pas à l'Euro 2014. Il retrouve toutefois les bleus à l'occasion de la troisième étape de la Golden League 2013-2014, finalement remportée par la France.
En mai 2014, il est victime d’une déchirure au mollet qui le contraint à mettre prématurément un terme à sa saison. En août 2014, à l'Eurotournoi (Strasbourg) contre le Medvedi Tchekhov, il se blesse à la main (fracture du pouce). Fait son retour à la compétition en novembre 2014.
En février 2015, il remporte son troisième titre de champion du monde après une victoire en finale face au Qatar, hôte de la compétition.
Sa rupture du ligament croisé antérieur droit du 11 mars 2016 et la convalescence que cette blessure entraîne, l'empêchent de participer avec la sélection française aux Jeux olympiques 2016 de Rio de Janeiro. Insuffisamment remis de cette blessure et en manque de temps de jeu au PSG, il ne fait pas partie de la sélection pour le Mondial 2017 en France.

## Palmarès

### En club
Compétitions nationales
- Championnat de France
  - Vainqueur (3) : 2015, 2016, 2017
  - Vice-champion en 2008, 2009, 2010, 2011, 2012
- Coupe de France
  - Vainqueur (1) : 2015
  - Finaliste en 2009, 2011, 2016
- Coupe de la Ligue française
  - Vainqueur (1) : 2017
  - Finaliste en 2011,  2014, 2016
- Trophée des champions
  - Vainqueur (3) : 2014, 2015, 2016
  - Finaliste en 2010, 2011, 2012
- Vice-champion d'Espagne en 2013
- Finaliste de la Supercoupe d'Espagne en 2012
- Finaliste de la Coupe ASOBAL en 2013
- Vainqueur de la Coupe du Roi (1) : 2013

Compétitions internationales
- Finaliste de la Ligue des champions en 2017
- Finaliste de la Coupe de l'EHF en 2018
- Coupe du monde des clubs
  - Vainqueur (1) : 2012
  - Finaliste en 2016

### Équipe de France
Jeux olympiques
- Médaillé d'or aux Jeux olympiques de 2012 de Londres au  Royaume-Uni

Championnats du monde
- Médaillé d'or au Championnat du monde 2009 en  Croatie
- Médaillé d'or au Championnat du monde 2011 en  Suède
- 6e place au Championnat du monde 2013 en  Espagne
- Médaillé d'or au Championnat du monde 2015 au  Qatar

Championnats d'Europe
- Médaille d'or au Championnat d'Europe 2010 en  Autriche
- 11e place au Championnat d'Europe 2012 en  Serbie

Autres
- Première sélection en équipe de France le 10 janvier 2009 contre l'Algérie
- Golden League (1) : 2013-2014
- Médaillé de bronze au championnat d'Europe junior en 2008

### Récompenses individuelles
- Meilleur arrière droit du Championnat de France (2) : 2011, 2012[17].

## Distinctions
- Chevalier de la Légion d'honneur en 2013[18]